# Гней Помпей (консул-суффект 31 года до н. э.)
Гней Помпей (лат. Gnaeus Pompeius) — римский государственный деятель конца I века до н. э.
Его отцом был приятель оратора Марка Туллия Цицерона Секст Помпей.
В конце 31 года до н. э. Помпей занимал должность консула-суффекта. Больше о его гражданской карьере ничего неизвестно. Кроме того, Помпей был в 20 году до н. э. магистром коллегии арвальских братьев, а около 17 года до н. э. состоял в коллегии квиндецемвиров священнодействий.
Авгур Гней Помпей был его сыном.